# Bachia flavescens
Bachia flavescens – gatunek gada łuskonośnego z rodziny okularkowatych (Gymnophthalmidae).

## Zasięg występowania
Północna część Ameryki Południowej – Kolumbia, Wenezuela, Gujana, Gujana Francuska, Surinam, Brazylia.

## Budowa ciała
Osiąga 17 cm długości. Kształt ciała jest robakowaty. Kończyny silnie uwstecznione, mają długość zaledwie 1/50 długości całkowitej ciała i są zakończone trzema palcami. Brak u niej przewodu słuchowego.
Ubarwienie grzbietu jest brązowe, plamiste.

## Biologia i ekologia
Żyje w tropikalnych, wilgotnych lasach. Prowadzi skryty tryb życia, drąży krótkie chodniki w wilgotnej glebie.
Porusza się wijącymi ruchami ogona i tułowia, układając wówczas kończyny wzdłuż boków ciała. Potrafi również, przy pomocy ogona, wykonywać skoki na odległość około 30 cm i wysokość około 25 cm.